# Friedrich Spennrath
Friedrich Spennrath (* 8. August 1888 in Aachen; † 22. Januar 1959 in Berlin) war ein deutscher Regierungsbeamter und Manager. Er war von 1947 bis 1955 Vorstandsvorsitzender der AEG, Vorsitzender des Gemeinschaftsausschusses der Deutschen Gewerblichen Wirtschaft sowie Präsident der IHK Berlin.

## Leben
Spennrath wurde 1888 als Sohn des Direktors der Städtischen Gewerbeschulen, Josef Spennrath (1852–1902), und seiner Frau Maria Ross (1857–1926) in Aachen geboren. Nach dem Abitur 1907 studierte er Bau- und Verkehrswesen an der RWTH Aachen und wurde Mitglied der katholischen Studentenverbindung KStV Carolingia Aachen im KV. 1911 schloss er mit dem Dipl.-Ing. ab.
Später war Spennrath als Regierungs-Baureferendar tätig. 1914 wurde er Regierungsbaumeister in der Reichsbahndirektion Köln. Von 1919 und 1921 gehörte er der deutsch-belgischen Grenzfestsetzungskommission an. 1921 wurde er Regierungsbaurat und für sechs Jahre Beigeordneter der Stadt Aachen. Seine Zuständigkeit lag bei Bahnen, Hoch- und Tiefbau, Wohnungsbau und Verkehrswesen.
Am 13. April 1927 wurde Spennrath zum Beigeordneten der Stadt Köln gewählt und blieb es bis 1931. Er war in seinem Amt für Bahnen und Stadtwerke, allgemeine Arbeiterangelegenheiten, Müllverbrennung, Fuhrpark, Erwerbslosenfürsorge und Notstandsarbeiten zuständig. Zu seinen Projekten gehörte die Einführung des Busverkehrs in größerem Maßstab, die Reorganisation des Bahnverkehrs, der Bau des Elektrizitätswerks Zugweg und des Wasserwerks Weiler, die Einführung der Ferngasversorgung sowie die Organisation der produktiven Erwerbslosenfürsorge in Köln. Seit jener Zeit war Spennrath mit Konrad Adenauer befreundet.
1931 wurde Spennrath Vorstandsmitglied der AEG in Berlin und leitete die Abteilung Bahnen. Von 1947 bis 1955 war er Vorsitzender des Vorstandes der AEG und von 1950 bis 1957 Präsident der IHK Berlin. Spennrath hat an der Planung der Versorgung Berlins durch die Berliner Luftbrücke in führender Weise mitgewirkt. Ebenfalls gehörte Spennrath dem 1950 vom US-Stadtkommandanten, Generalmajor Maxwell D. Taylor einberufenen Berliner Beratenden ERP-Ausschuss an, der die Verbindung zur ECA-Sondervertretung für Deutschland und zum Bundesministerium für Angelegenheiten des Marshallplans halten sollte; der Berliner Beratende ERP-Ausschuss unterbreitete erstmals Ende März 1950 ein allgemeines Wirtschaftsgutachten mit Vorschlägen für die Verwendung der ERP-Mittel. Spennrath bekleidete weitere Posten u. a. bei den beiden AEG-Tochterfirmen Telefunken und Hydrawerk AG, der Allgemeinen Lokalbahnen und Kraftwerke AG, der Bayerische Zugspitzbahn AG, der Finow Kupfer- und Messingwerke AG, der Kupferwerke Ilsenburg AG Berlin, der Osram GmbH und der Schultheiss-Brauerei AG und war Präsident der Handelskammer Berlin, Präsident der Deutschen Weltwirtschaftlichen Gesellschaft sowie Präsidialmitglied des BDI.

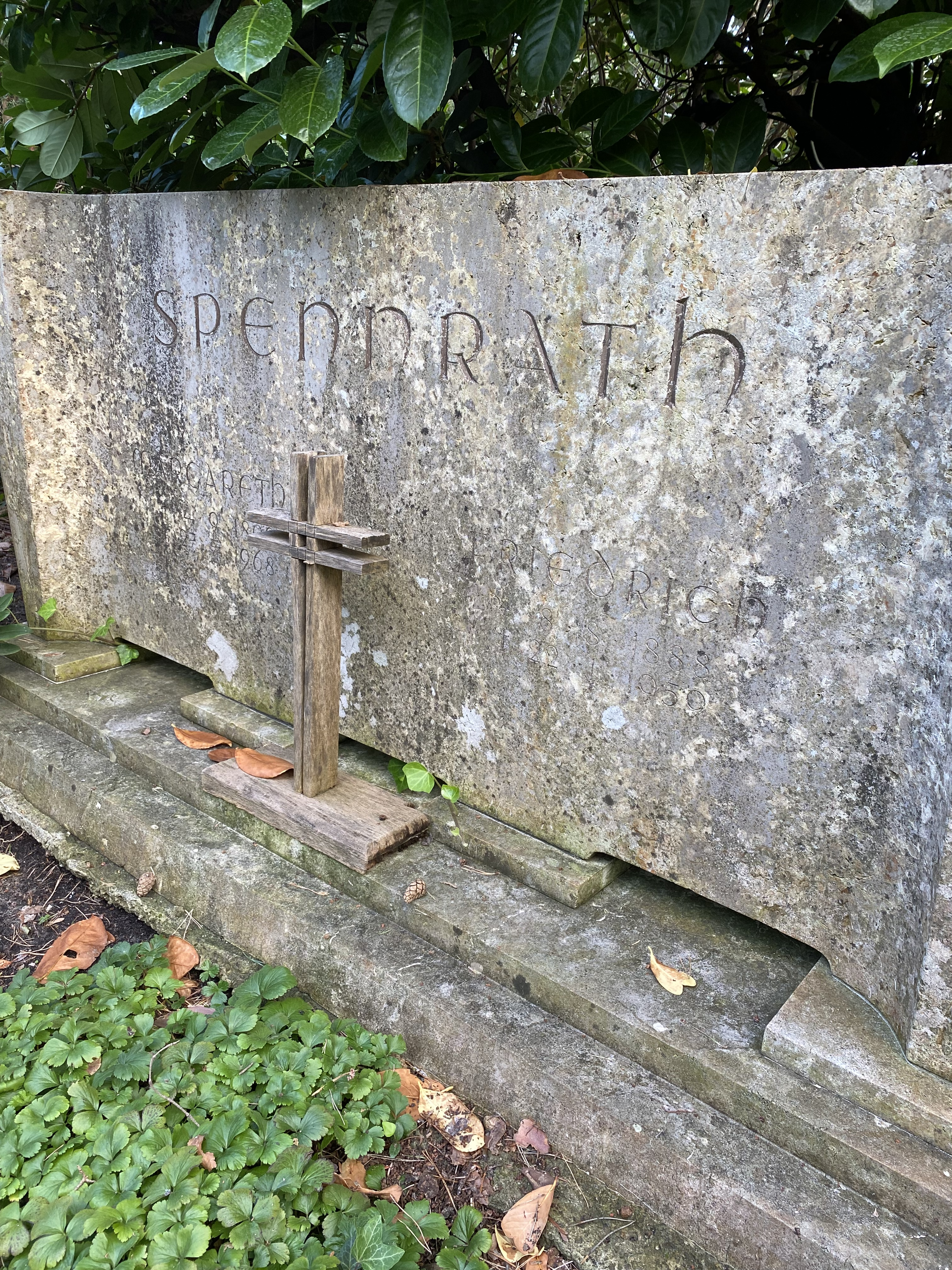
Grabstätte auf dem Waldfriedhof Dahlem

Da sich nach den Wahlen zum Berliner Abgeordnetenhaus im Dezember 1950 Schwierigkeiten bei der Regierungsbildung in Berlin ergaben, schaltete sich Spennrath aktiv mit der Bitte um eine Intervention zur Fortsetzung der großen Koalition an den Bundeskanzler Konrad Adenauer am 7. Jan. 1951 ein; am 18. Jan. 1951 wurde dann Ernst Reuter zum Regierenden Bürgermeister wiedergewählt. Im März 1952 wurde in Bonn ein Forschungsbeirat für Fragen der Wiedervereinigung Deutschlands gebildet. Ihm gehörten unter anderem Friedrich Ernst, Friedrich Spennrath und Friedrich-Karl von Zitzewitz-Muttrin, sowie Herbert Wehner von der SPD und Ludwig Rosenberg vom DGB an.
Nach 1956 war Spennrath Aufsichtsratsmitglied der AEG und weiterer Firmen wie z. B. der Hydrawerk AG.
Im Zusammenhang mit dem Volksaufstand vom 17. Juni 1953 in der DDR wurde Spennrath vom Generalsekretär des ZK der SED Walter Ulbricht, als „Vertreter der aggressivsten Kreise des Monopolkapitals und des Junkertums“ bezeichnet. 
Am 14. Juni 1954 wurde in Bad Neuenahr die „Volksbewegung für die Wiedervereinigung Deutschlands“ konstituiert; deren Vorstand des Bundeskuratoriums bestand aus Thomas Dehler, Walter Freitag, Jakob Kaiser, Erich Ollenhauer und Friedrich Spennrath und verstand sich als überparteilicher Zusammenschluss führender Persönlichkeiten aus Politik, Wirtschaft und Geistesleben, „um den Gedanken der Wiedervereinigung zu vertiefen, den Zusammenhalt zwischen den getrennten Teilen Deutschlands zu stärken und der Bevölkerung Mitteldeutschlands wie dem Ausland durch gemeinsames Handeln den Willen der deutschen Bevölkerung zur Wiedervereinigung zu bekunden.“
1955 stellte Spennrath beim Landratsamt Prüm einen Bauantrag für ein aufwendig geplantes Gebäude, die Adenauervilla im Eifler Kammerwald, die vermutlich dem damaligen Bundeskanzler als Altersruhesitz dienen sollte; Architekt war laut Bauakte Heribert Multhaupt – der Schwiegersohn Adenauers. Nach Presseveröffentlichungen wurde der Bau 1956 eingestellt und blieb bis heute unvollendet.
Seine letzte Ruhestätte fand Friedrich Spennrath auf dem Waldfriedhof Dahlem (Feld 002-284).

## Auszeichnungen
- 1951  Ehrendoktor der TU Berlin.
- Sept. 1953  Bundesverdienstkreuz (Großes Verdienstkreuz mit Stern)
- 1956  Bundesverdienstkreuz (Großes Verdienstkreuz mit Stern und Schulterband)

Die Spennrathbrücke in Berlin-Moabit wurde nach Friedrich Spennrath benannt; diese führt über den etwa 250 Meter langen Westhafen-Verbindungskanal zwischen dem Berlin-Spandauer Schifffahrtskanal und dem Westhafen.